# Myadoropsis brevispinosa
Myadoropsis brevispinosa is een tweekleppigensoort uit de familie van de Myochamidae. De wetenschappelijke naam van de soort is voor het eerst geldig gepubliceerd in 1962 door Habe.